# ناريندرا أرجون
ناريندرا أرجون (بالإنجليزية: Narendra Arjun)‏ هو سياسي فيجي، ولد في 1935، وتوفي في 13 يناير 2006. نشط حزبياً في حزب الفيدرالية الوطني. وقد انتخب عضو مجلس نواب فيجي.